# Tmesisternus jaspideus
Tmesisternus jaspideus là một loài bọ cánh cứng trong họ Cerambycidae.